# Diktigebergte
Het Diktigebergte (Grieks: Δίκτη, maar in het Nieuwgrieks als "Dhikti" uitgesproken) is de naam van een bergmassief gelegen in het oosten van het Griekse eiland Kreta, ongeveer veertig kilometer zuidoostwaarts van de hoofdstad Iraklion. Het gebergte wordt ook wel Lassithiotika Ori genoemd.
Het Diktigebergte, waarvan de hoogste top Dikti een hoogte van 2148 meter bereikt, ligt voor het grootste gedeelte in de nomos Lassithi.
Aan de noordelijke flank van het massief ligt de beroemde Lassithihoogvlakte. Vanuit het bergdorp Psychró (op ongeveer 900 meter hoogte) kan men opklimmen naar het Diktaíon Ántron, de Diktigrot (ingang op 1050 meter hoogte), die volgens één verhaal uit de Griekse mythologie de plek is waar de oppergod Zeus geboren werd. De grot kan, onder begeleiding van een gids, bezocht worden. Een andere legende vertelt hoe Zeus de ontvoerde Europa eveneens naar deze grot bracht. In ieder geval is het in de Minoïsche tijd een cultusplaats voor (de minoïsche) Zeus geweest: dat werd rond 1900 vastgesteld door de Engelse archeoloog David Hogarth.